# Nether Kellet
Nether Kellet är en ort och civil parish i Storbritannien.   Den ligger i grevskapet Lancashire och riksdelen England, i den centrala delen av landet, 300 km nordväst om huvudstaden London. Nether Kellet ligger 78 meter över havet och antalet invånare är 663.
Terrängen runt Nether Kellet är platt åt nordväst, men åt sydost är den kuperad. Havet är nära Nether Kellet västerut. Runt Nether Kellet är det ganska tätbefolkat, med 214 invånare per kvadratkilometer. Närmaste större samhälle är Morecambe, 8,0 km väster om Nether Kellet. Trakten runt Nether Kellet består i huvudsak av gräsmarker.